# De Havilland Dragonfly
El De Havilland DH.90 Dragonfly fue un biplano de turismo de lujo bimotor británico de la década de 1930, construido por la De Havilland Aircraft Company en el aeródromo de Hatfield.

## Diseño y desarrollo
El Dragonfly comparte un claro parecido familiar con el Dragon Rapide, pero es más pequeño, tiene una relación de aspecto mayor y alas ligeramente inclinadas hacia atrás. El ala inferior tiene una envergadura más corta que la superior, a diferencia del DH.89, y la parte superior de las góndolas del motor sobresale mucho menos de su superficie porque el depósito de combustible se había trasladado a la sección central inferior. También estructuralmente eran diferentes: el Dragonfly poseía un nuevo fuselaje de carcasa monocasco de contrachapado preformado y reforzado. Fue diseñado como avión de turismo de lujo para cuatro pasajeros y un piloto, con posibilidad de disponer de controles duales. El primer avión, G-ADNA, voló por primera vez el 12 de agosto de 1935. El Dragonfly alcanzaba el máximo rendimiento a baja potencia, utilizando los nuevos métodos de construcción desarrollados para el avión de carreras De Havilland Comet, y por lo tanto su compra era cara (2650 libras). En términos modernos, era un transporte ejecutivo, dirigido a individuos particulares adinerados, a menudo a través de las empresas que poseían.

## Historia operacional

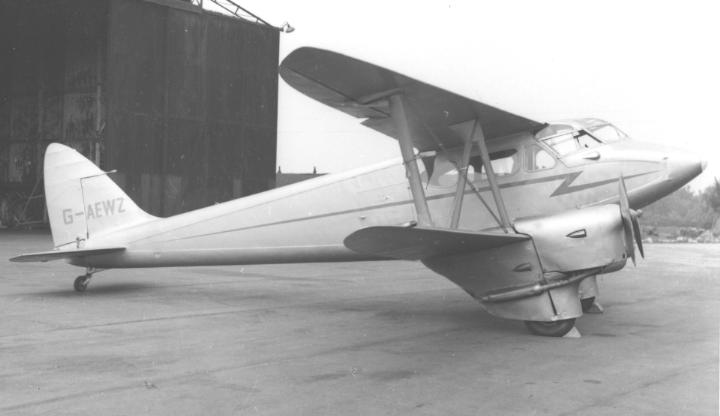
Dragonfly utilizado por Silver City Airways como transporte ejecutivo en 1953.

La primera entrega se realizó en mayo de 1936. Unos 36 Dragonfly de nueva construcción fueron entregados a propietarios privados y empresariales, unos 15 a aerolíneas o aerotaxis y tres a clubes. Dos de ellos fueron para las fuerzas aéreas danesa y sueca, y la Real Policía Montada de Canadá tuvo cuatro para combatir a los contrabandistas de ron. La producción finalizó en 1938.
En 1939, varias aeronaves habían pasado del uso privado al uso comercial, como la flota organizada por Air Dispatch Ltd en el aeropuerto de Croydon, dirigida por la honorable Sra. Victor Bruce. Entre sus siete ejemplares también había algunas máquinas que habían pertenecido a aerolíneas. Fueron utilizados como aerotaxis entre los distintos aeropuertos de Londres y también como entrenadores de vuelo nocturno de Cooperación con el Ejército. Western Airways del aeropuerto de Weston-super-Mare utilizó su Dragonfly en un servicio programado vía Birmingham a Mánchester.
Siete fuselajes fueron enviados a Canadá y montados por De Havilland Canada, donde prestaron servicio a una variedad de pequeños operadores comerciales, la RCMP y dos a la RCAF. Al menos uno, el CF-BFF, fue equipado con flotadores Edo y utilizado comercialmente.
Hacia 1937, el Gobierno rumano compró tres Dragonfly para el entrenamiento de tripulaciones, apareciendo en su registro civil.
Al comienzo de la Segunda Guerra Mundial, alrededor de 23 Dragonfly fueron requisados por la RAF y las fuerzas aéreas de la Commonwealth, y unos seis sobrevivieron hasta 1945. En total, ese año volaban unos trece ejemplares.
Silver City Airways operó un Dragonfly (G-AEWZ) como transporte ejecutivo desde 1950 hasta 1960. Hacia 1970, sólo los dos supervivientes citados a continuación seguían activos. En mayo de 2018, la empresa de autobuses Uno, con sede en Hertfordshire, bautizó una flota de autobuses con el nombre del avión Dragonfly.
Los depósitos de combustible del Dragonfly están en la sección central inferior engrosada, no inmediatamente detrás de los motores como en el Dragon Rapide. Como resultado, sólo un avión se perdió por incendio. Una causa común de pérdida fue el desarrollo frecuente de un vicioso trompo en tierra durante el despegue o el aterrizaje, lo que resultaba en la destrucción del tren de aterrizaje y daños en los largueros.

## Variantes
DH.90
Sólo el primer prototipo. Dos De Havilland Gipsy Major I de 97 kW (130 hp).
DH.90A
Dos De Havilland Gipsy Major 1C o D de 106 kW (142 hp) (en la posguerra, esencialmente idéntico) o el anterior, muy similar, Major II en aviones de antes de la guerra.
Dragonfly Seaplane
La adición de flotadores de aluminio, puntos de sujeción reforzados, una puerta de cabina adicional y una pasarela sobre el ala, aumentaron el peso vacío a 1410 kg y redujo la velocidad máxima a 200 km/h.

## Supervivientes

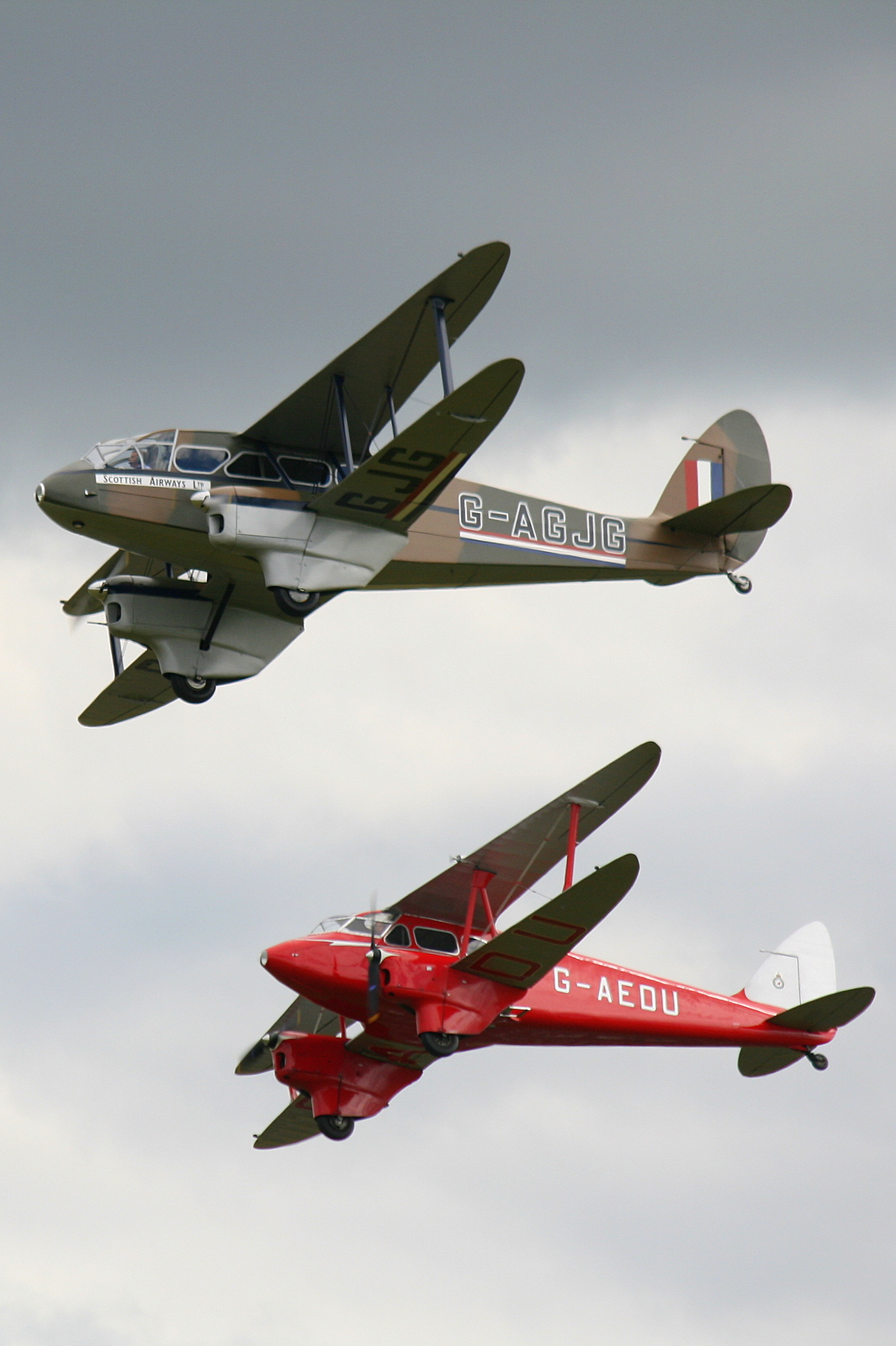
De Havilland DH.89 y DH.90.

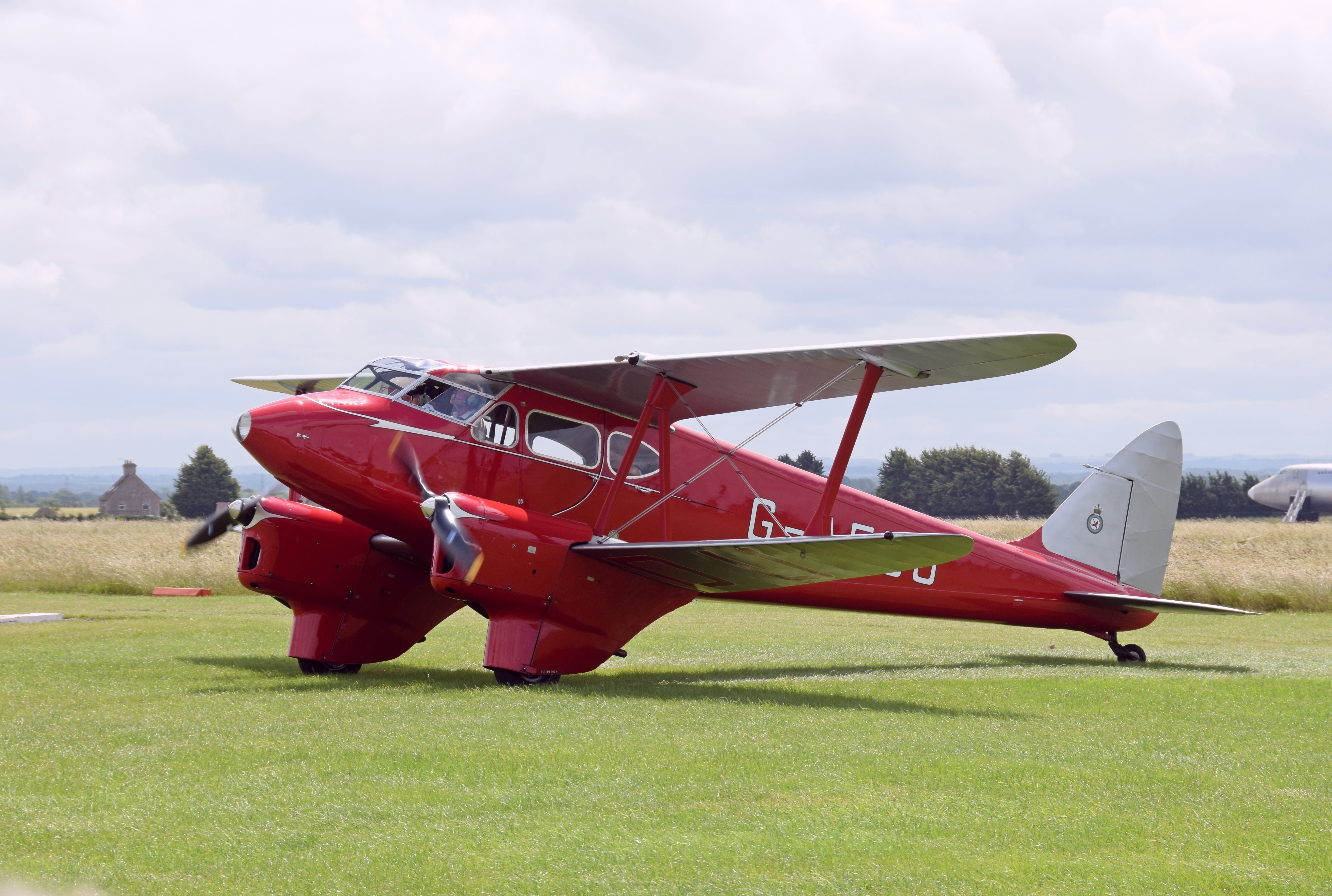
Dragonfly G-AEDU (construido en 1937) en Kemble, Inglaterra, en 2019.

Sobreviven dos aviones en condiciones de vuelo:
- DH.90A ZK-AYR[7] (c/n 7508): es operado en vuelos panorámicos y de experiencia en aeronaves por la Croydon Aircraft Company en Nueva Zelanda. Primero se matriculó como G-AEDT, luego fue a Australia en 1938 como VH-AAD, siendo operado por Adastra Aerial Surveys hasta 1951; voló hasta el Reino Unido en 1963, el avión se vendió en Estados Unidos en 1964 como N2034.[8] Desde alrededor de 1988 hasta 1996 volvió a volar como G-AEDT, antes de abandonar el Reino Unido rumbo a Nueva Zelanda.
- DH.90A G-AEDU (c/n 7526): está registrado en el Reino Unido desde 1992, actualmente es propiedad de Shipping and Airlines[9] en Biggin Hill como parte de su Colección de Aeronaves Históricas y anteriormente era propiedad del Norman Aeroplane Trust.[10] Entregado originalmente en Angola en 1937, voló como CR-AAB y más tarde como ZS-CTR en Sudáfrica.[11] Cuando fue devuelto a Inglaterra en 1979, utilizó una matrícula británica (G-AEDU) que había sido asignada a otro Dragonfly, pero no utilizada.[8] Fue exportado a Estados Unidos en 1983 como N190DH, pero fue devuelto a Inglaterra en 1992 en estado dañado y reconstruido a condiciones de vuelo como G-AEDU.

## Operadores
Australia
- Qantas
- Real Fuerza Aérea Australiana
- Adastra Aerial Surveys
- Connellan Airways
- Bush Pilots Airways

 Bélgica
- Fuerza Aérea Belga

 Canadá
- Real Fuerza Aérea Canadiense
- Real Policía Montada de Canadá

 Dinamarca
- Real Fuerza Aérea Danesa

 Egipto
- Misr Airwork Ltd

 República Española
- Fuerza Aérea Republicana Española

 España
- Fuerza Aérea Española: posguerra civil.
- Iberia Líneas Aéreas Españolas

 India británica
- Air Services of India Ltd
- Real Fuerza Aérea de la India

 Irak
- Rey Faisal de Irak
- Fuerza Aérea iraquí

 Laos
- Cie Laotienne de Commerce et de Transport (CLCT): sólo dos aviones.

 Nueva Zelanda
- Air Travel (NZ) Ltd: sólo dos aviones.

 Países Bajos
- Grupo de Aviación del Ejército neerlandés

 Perú
- Fuerza Aérea del Perú

 Reino Unido
- Air Dispatch Ltd
- Air Commerce Ltd
- Air Service Training Ltd
- Air Taxis Ltd
- Anglo-European Airways Ltd
- Birkett Air Service Ltd
- British Continental Airways Ltd
- International Air Freight Ltd
- Plymouth Airport Ltd
- Real Fuerza Aérea: 15 aviones civiles fueron requisados para el servicio en tiempos de guerra en 1940.
- Silver City Airways Ltd
- Western Airways Ltd

 Rodesia
- Rhodesian and Nyasaland Airways

 Rumania
- LARES

 Sudáfrica
- Fuerza Aérea Sudafricana

 Suecia
- Real Fuerza Aérea Sueca

 Turquía
- Turkish Airlines, Aerolíneas Estatales turcas (Devlet Hava Yollari)

 Uruguay
- PLUNA

## Especificaciones
Referencia datos: British Civil Aircraft since 1919, Volume 2

### Características generales
- Tripulación: Dos
- Longitud: 9,7 m (31,7 ft)
- Envergadura: 13,1 m (43 ft)
- Altura: 2,8 m (9,2 ft)
- Superficie alar: 23,8 m² (256,2 ft²)
- Perfil alar: RAF 34 modificado[12]
- Peso vacío: 1134 kg (2499,3 lb)
- Peso cargado: 1814 kg (3998,1 lb)
- Planta motriz: 2× motor lineal invertido de 6 cilindros refrigerado por aire De Havilland Gipsy Major II.
  - Potencia: 106 kW (146 HP; 144 CV) cada uno.
- Hélices: 1× bipala de paso fijo por motor.

### Rendimiento
- Velocidad máxima operativa (Vno): 232 km/h (144 MPH; 125 kt)
- Alcance: 1006 km (543 nmi; 625 mi) con máxima carga útil
- Alcance en ferry: 1400 km con un depósito de 114 L en la parte trasera de la cabina
- Techo de vuelo: 5500 m (18 045 ft)
- Régimen de ascenso: 4,5 m/s (876 ft/min)

## Aeronaves relacionadas

### Secuencias de designación
- Secuencia DH._ (interna de de Havilland): ← DH.87 - DH.88 - DH.89 - DH.90 - DH.91 - DH.92 - DH.93 →
- Secuencia Trp _ (Aviones de transporte de la Fuerza Aérea Sueca, pre-1940): Trp 1 - Trp 2/2A - Trp 3 - Trp 4 - Tp 5 - Tp 6 →
- Secuencia A_ (Segunda Serie de la RAAF, 1935-1963): ← A40 - A41 - A42 - A43 - A44 - A44 - A45 →